# Miguel Ángel Nalda Felipe
Miguel Ángel Nalda Felipe (Albacete, 11 de enero de 1931- Palamós 2025) fué un médico anestesiólogo, catedrático, decano de medicina e investigador español.

## Biografía
Nacido en Albacete el 11 de enero de 1931.
Licenciado en Medicina por la Universidad Complutense de Madrid, en 1956 con Premio Extraordinario. [cita requerida]
Premio extraordinario de doctorado en la Universidad Complutense de Madrid (1968) con la tesis: Los morfinomiméticos y los analgésicos en anestesiología.[cita requerida]
Profesor agregado de Anestesiología y Reanimación de la Universidad de Salamanca en 1972. Obtuvo la Cátedra de Anestesiología y Reanimación de la Universidad de Salamanca en 1975. Por concurso de traslado pasó en 1977 a la cátedra de Anestesiología y Reanimación de la Facultad de Medicina de la Universidad de Barcelona (1977 – 2004)  
Fue jefe del servicio de Anestesiología del Hospital Clínico y Provincial de Barcelona
Decano de la Facultad de Medicina de la Universidad de Barcelona (1985-1987)  y director del departamento de Cirugía y especialidades en 1988 .
Presidente de la Sociedad Española de Anestesiología y Reanimación (SEDAR)  de 1973 a 1985.
Presidente de la Comisión Nacional de Anestesiología y Reanimación en 1978.
Colaboró en la fundación de la European Academy of Anaesthesiology (EAA) en 1978.
La EAA inició el Diploma Europeo de Anestesia y fue el precursor de la Sociedad Europea de Anestesiología (ESAIC) y del examen europeo (EDAiC).[cita requerida]
Vicepresidente de la WFSA - World Federation of Societies of Anesthesiologists  en 1980. [cita requerida]
Ingresó como miembro numerario de la Real Academia de Medicina de Cataluña el 26 de febrero de 2006, con el discurso: "La anestesiología y sus protagonistas". 
Por su iniciativa, y con la participación del Servicio de Anestesiología y Reanimación del Hospital Clínico, se inicia en 1985 el Servicio de Asistencia Médica Urgente (SAMU CLINIC) de asistencia a accidentados durante el período vacacional. Ante el éxito del plan piloto y los excelentes resultados, en el otoño de ese mismo año, fue asumido por la Conselleria de Sanitat de la Generalitat de Catalunya con el nombre de Servei de Coordinació d'Emergències Mèdiques (SCEM). 
En el sitio Pubmed (National Library of Medicine) aparecen listados 77 artículos suyos en revistas científicas. Ha dirigido 63 tesis doctorales.
Su labor afianzó el desarrollo de la especialidad  de anestesiología en España.[cita requerida]